# حسين صبري
حسين صبري (25 أكتوبر 1952 -) هو أستاذ جامعي وكاتب مصري، في الفلسفة الإسلامية بجامعة زايد، دولة الإمارات العربية المتحدة.

## حياته ونشأته
من مواليد محافظة الشرقية في جمهورية مصر العربية، صاحب خبرة تربوية ممتدة ومتصلة في ثلاث دول عربية هي مصر والجزائر والإمارات لأكثر من خمس وثلاثين عامًا ما بين التدريس العام والتدريس الجامعي.

## مولده ونشأته
وُلد يوم السبت 7 صفر 1372 هجرية الموافق 25 أكتوبر 1952 ميلادية في قرية " قصاصين الأزهار " بمحافظة الشرقية بجهورية مصر العربية ، أكمل تعليمه الابتدائي والإعدادي بالقرية ، ثم حصل على الثانوية العامة من "مدرسة الزقازيق الثانوية العسكرية التجريبية"، وانتقل بعدها إلى مدينة الاسكندرية للدراسة في قسم الفلسفة بكلية الآداب جامعة الاسكندرية.

## تعليمه
تتلمذ دراسياً في جامعة الاسكندرية على يد كبار أساتذتها في الفلسفة والاجتماع والأنثربولوجيا والمنطق؛ أحمد عزت راجح وأحمد أبو زيد وعثمان أمين وعلي عبد المعطي وعاطف غيث. وتتلمذ فلسفياً على كنب المفكر علي سامي النشار وفلسفة زكي نجيب محمود. وتتلمذ فكرياً وإنسانياً على عبقرية العقاد وحكمة المتنبي وإبداعات أحمد شوقي. وقد ساهم بدوره في إعداد وتربية وتعليم أجيال متلاحقة من تلامذته في ثلاث دول عربية هي مصر والجزائر ودولة الإمارات العربية المتحدة التي أمضى بها أغلب سنوات حياته العملية في التدريس والتأليف والبحث والتدريب لأكثر من 40 سنة متواصلة.

## حياته العملية
بدأ حياته العملية في تدريس المواد الفلسفية لطلاب الثانوية العامة في دولة الجزائر من 1977م حتى 1982م، ثم انتقل لتدريس الفلسفة والأخلاق والمنطق في دولة الإمارات العربية المتحدة من 1982م حتى 2009م، وأثناء هذه السنوات أكمل مشواره العلمي في الدراسات العليا فحصل على درجة الدكتوراه في الآداب في الفكر الفلسفي الإسلامي بمرتبة الشرف الأولى من جامعة بنها، مصر 2003م  عن موضوع "رؤية الله في الإسلام بين علماء الكلام والفلاسفة والمتصوفة"  ، بعد حصوله على ماجستير الآداب في الفكر الفلسفي الإسلامي بدرجة امتياز من جامعة الزقازيق بجمهورية مصر العربية 1999م عن موضوع "الشك وعلاقته باليقين بين المعتزلة ومقارنته مع بقية الفرق الإسلامية" هذا بعد أن أتم دراسة تمهيدي الماجستير في تخصص "الفلسفة" من جامعة الزقازيق 1996م، بعد حصوله على ليسانس الآداب في الدراسات الفلسفية والاجتماعية شعبة "الفلسفة"، جامعة الإسكندرية، جمهورية مصر العربية 1974م.

## خبراته العملية
تدريس مقررات المواد الفلسفية ومساقات الفكر الفلسفي الإسلامي والحضارة الإسلامية لطلاب البكالوريوس والماجستير، تدريس مهارات التفكير الكبرى: الناقد، الابداعي ، صناعة القرار ، وحل المشكلات ، تنفيذ دورات تدريبية وورش عمل في تنمية الإبداع والتنمية البشرية، تنفيذ دورات تدريبية وورش عمل لإتقان وتطبيق إجراءات البحث العلمي، وتنفيذ برامج: توسيع الإدراك CORT ، البرمجة اللغوية العصبية NLP ، والعصف الذهني.
قام بتدريس موضوعات الفكر الفلسفي والمنطق لطلاب البكالوريا في دولة الجزائر من العام 1977م وحتى 1982م، ثم انتقل لتدريس المواد الفلسفيية بوزارة التربية في دولة الإمارات العربية المتحدة من 1982 وحتى 2009م واستطاع حينها أن يؤسس أول مختبر نفسي تعليمي إرشادي لتطبيق أفضل طرائق التعلم وتقنياته وممارسة الإرشاد النفسي وتنفيذ دورات تدريبية في التنمية البشرية للمعلمين والإداريين والطلاب في منطقة أبو ظبي التعليمية 2001م، ثم انتقل للعمل كأستاذ مساعد لتدريس مساقات "الحضارة الإسلامية" و"الدراسات الإمارتية" و"حاضر العالم الإسلامي"، لطلاب مرحلة البكالوريوس بجامعة زايد بدولة الإمارات، قام بتدريس مساق "المدارس الفكرية الكبرى في الاسلام لطلاب الماجستير بجامعة زايد، ومساق" المنطق والتفكير القانوني" لطلاب الماجستير في أكاديمية الدراسات القضائية في أبو ظبي بدولة الإمارات العربية المتحدة، وذلك من عام 2009م حتى أغسطس 2022م.

## أنشطتة العلمية
عمل الدكتور حسين صبري عضواً في لجنة تأليف كتاب "علم النفس" للصف الثاني عشر الأدبي من المرحلة الثانوية بوزارة التربية والتعليم بدولة الإمارات، وعضواً في لجنة تأليف كتاب "علم الاجتماع" للصف الحادي عشر الأدبي من المرحلة الثانوية بوزارة التربية والتعليم بدولة الإمارات العام الدراسي 2008:2009م، وأُختير عضواً في عدة لجان لمراجعة وتحكيم الدراسات المتخصصة في الفلسفة الإسلامية في المجلات العلمية وفي المؤتمرات الدولية، فضلاً عن عضويته في الجمعية الفلسفية المصرية بجمهورية مصر العربية والاتحاد الدولي للغة العربية في بيروت والجمعية العربية للحضارة والفنون الإسلامية بالقاهرة، كما كان عضواً في لجنة تأليف كتاب "دليل المعلم" لمادة علم النفس للمرحلة النهائية لطلاب الثانوية العامة بوزارة التربية والتعليم بدولة الإمارات للعام الدراسي 2008:2009م.
للدكتور حسين صبري مساهمات عديدة في إعداد وتصميم وتنفيذ دورات تدريبية في هندسة التفكير والبحث العلمي والتنمية البشرية ومهارات التفكير العليا، وله مشاركات في مؤتمرات علمية في كثير من الدول العربية والإسلامية: مصر، الإمارات، الجزائر، المغرب، ماليزيا، وتركيا، وله دراسات وبحوث محكمة تم نشرها في مجلات علمية متخصصة في مجالات الفلسفة الإسلامية والتصوف والأخلاق والوقف والإصلاح والتجديد، وله مقالات منشورة في كثير من الصحف العربية في موضوعات الفكر الإسلامي وفي مجالات الأدب شعراً وقصصاً قصيرة وفي النقد الأدبي.

## مؤلفات الدكتور حسين صبري
- في الفكر الفلسفي الإسلامي

1. الإسلام وتحدياته،[11][12] الدار المصرية اللبنانية، القاهرة، ط1، 2023م.[13][14][15]
2. “Mohamed’s Humanity” ، دار كتبنا للنشر والتوزيع، القاهرة، ط1 باللغة الإنجليزية، 2021م.[16][17][18]
3. إنسانية محمد (صلى الله عليه وسلم)[19]، دار كتبنا للنشر والتوزيع، القاهرة، ط2، 2021م.[20][21]
4. إنسانية محمد (صلى الله عليه وسلم)، دار كتبنا للنشر والتوزيع، القاهرة، ط1، 2020م.[22][23]
5. من الإرادة إلى الإصلاح "النظام الوقفي نموذجاً"، مركز الإسكندرية للكتاب، ط1، مصر، 2017م.[24][25]
6. بناء الوعي: قراءة تحليلية نقدية في تاريخ الفكر عند المسلمين، ط1، مركز الإسكندرية للكتاب، مصر، 2017م.[26][27][28]
7. رؤية الله في الإسلام [29]، طبعتان: طبعة مصر 2007، وطبعة الامارات 2011م.[6][30][31]
8. رواد الشك المنهجي، طبعتان: طبعة مصر2007، وطبعة الامارات 2011م.[32][33][34]

## في البحث العلمي
مهارة البحث العلمي: دراسة في أصالة البحث العلمي عند مفكري الإسلام؛
(ثلاث طبعات: طبعة أولى في مصر، وطبعتان؛ ثانية وثالثة في الامارات) 

## في الأدب العربي
1. " الأقنعة " [38] مجموعة قصصية، طبعة أولى في الإمارات.[39][40][41]
2. " عناقيد السهر" [42] مجموعة شعرية، طبعة أولى في الإمارات.[43][44][45]

## في التنمية البشرية
1. فن إدارة الوقت [46](طبعتان)، أبو ظبي: دار الضياء، وهماليل للنشر في أبو ظبي.[47][48][49]
2. بتفكيري أنا إنسان (طبعتان)، طبعتان في مصر والإمارات.[50][51][52][53]
3. عتبات التميز (طبعتان)، طبعتان في مصر والإمارات.[54][55]

## دراسات علمية محكمة في مؤتمرات دولية ومجلات متخصصة
1. "تدوين السيرة النبوية في منهجية العلم؛ بين أثر الذاتية وأثر الموضوعية"، الملتقى الدولي الأول حول السيرة النبوية الشريفة والكتابات الاستشراقية، من 7: 8 فبراير 2022م، جامعة البليدة 2 (لونيسي علي) – جمهورية الجزائر.
2. "إنجازات علماء المسلمين في عصورهم الأولى؛ بين تدبر النص القرآني وقراءة الواقع"، المؤتمر الدولي الرابع لتاريخ العلوم عند العرب والمسلمين، جامعة الشارقة، الإمارات العربية المتحدة، أبريل 2021م.
3. "الرسالة الحضارية للإسلام"، المنشور في مجلة الجمعية الفلسفية المصرية، القاهرة، أكتوبر 2020م.[56]
4. " آليات تطوير النظام الوقفي في ضوء مقاصد الشريعة، وفي موجهة تحديات الواقع الإسلامي المعاصر"، المؤتمر الدولي: الوقف الإسلامي: أداة تمويل وتنمية، قسنطينة، الجزائر، أبريل 2019م.
5. "ثنائية العلاقة بين الدين والدولة في المجتمعات العربية الراهنة” الإشكالية: محدداتها، نتائجها، ومقاربة تحليلية للمعالجة”، المؤتمر الدولي الأول للقضايا المعاصرة ومقاصد الشريعة، سنيبتاني، ماليزيا، ديسمبر 2018م.
6. " مقاربة تحليلية نقدية لمفهوم "الإرادة" بين: إشارات النص القرآني ومناهج اللغويين والأصوليين وواقع المسلمين”، مـــؤتمر “الخطاب النقدي واللساني في القرن العشرين وبداية الألفية الثالثة الثابت والمتحول"، فاس – المغرب، أبريل 2018م.
7. "قراءة الوحي: التكامل بين الروح الايمانية والمنهجية العلمية في الوحي القرآني"، المقدمة في مؤتمر "قراءة التراث العربي والإسلامي بين الماضي والحاضر"، جامعة قناة السويس، جمهورية مصر العربية، في الفترة ما بين 26 – 27 من فبراير 2017م.
8. "ثنائية العقل والنص في فهم الواقع الاسلامي"،المنشورة في مجلة كلية الآداب، جامعة القاهرة، عدد أكتوبر 2016 م.
9. "نحو تأسيس علم ومنهجية علمية للتجديد بين المسلمين"، المنشورة في مجلة الدراسات الانسانية والأدبية، ج2، كلية الآداب، جامعة كفر الشيخ، عدد يناير 2015م.
10. "تصوف المسلمين: بين أخلاق الاسلام وروحانيته"، المنشورة في مجلة بحوث كلية الآداب، جامعة المنوفية، عدد 2015م.
11. "النظام الوقفي: خصوصية النظرية والتطبيق في المجتمعات الاسلامية"، المنشورة في مجلة آفاق للعلوم الاجتماعية والانسانية، جامعة الامارات العربية المتحدة، 2015م.
12. "أثر العقيدة الاسلامية في بناء الوعي الفلسفي بين المسلمين"، المنشورة في مجلة علم النفس المعاصر والعلوم الانسانية، كلية الآداب، جامعة المنيا، عدد يناير 2014م.

## جوائز وشهادات تقدير
- جائزة تقديرية لإتمام عشر سنوات في خدمة الجامعة، من السيد نائب رئيس جامعة زايد 2019م.
- جائزة إدارة البحوث العلمية RIF بجامعة زايد، عن دراسة "بناء الوعي بالإسلام"، 2015م.
- جائزة "التميز" من السيد/ مدير منطقة أبو ظبي التعليمية2005 م.
- جائزة "الملتقى التربوي الثالث" أبو ظبي، غرفة تجارة وصناعة أبو ظبي 2003 م.
- جائزة " التميز" من السيد/ وزير التربية، دولة الإمارات، أبو ظبي، 1999م.
- جائزة "يوم الوفاء" من السيد/ وزير التربية، دولة الإمارات، أبو ظبي، 1994 م.
- جائزة اتحاد كتـاب وأدبـاء الإمـارات عـن القصـة القصيـرة فـي دورتهـا لعام 1992م.
- جائزة القصة القصيرة برعاية مجلة زهرة الخليج عن دورتها لسنة 1988م.	[10][57]

## إسهامات
للدكتور حسين صبري مقالات متنوعة في الفكر الإسلامي نُشر له منها الكثير كما نُشر له من الإبداعات الأدبية في الشعر والقصة القصيرة والنقد الأدبي في كثيرٍ من الصحف والمجلات المصرية والخليجية؛ الورقية منها والإليكترونية من مثل: صحف الاتحاد والخليج في الإمارات، والأهرام والدستور والوفد والوطن في مصر، وموقع العربية دوت نت. وله إسهامات في كثير من المؤتمرات العلمية المحكمة والندوات المتخصصة، وفي الإشراف والتحكيم على الرسائل العلمية والدراسات الجامعية، وله العديد من الدراسات المنشورة في المجلات المحكمة، في الكثير من الدول العربية والإسلامية، في موضوعات الفلسفة والمذاهب والفرق الإسلامية، ومناهج البحث العلمي. كما حصل المؤلفُ عبر مشواره المهني في التدريس والتدريب؛ على العديد من شهادات التقدير، ما بين التربوية، والأدبية، كما حصل على شهادات تكريم وتميز، من وزارات التربية التي عمل بها ومن مؤسسات أكاديمية وجامعات عربية عريقة ومراكز تدريب معتمدة.